# Solling
Solling - obszar wolny administracyjnie (niem. gemeindefreies Gebiet) w Niemczech w kraju związkowym Dolna Saksonia, w powiecie Northeim. Teren jest niezamieszkany.  